# Sideroxylon obtusifolium
Sideroxylon obtusifolium är en tvåhjärtbladig växtart som först beskrevs av Johann Jakob Roemer och Schult., och fick sitt nu gällande namn av Terence Dale Pennington. Sideroxylon obtusifolium ingår i släktet Sideroxylon och familjen Sapotaceae.

## Underarter
Arten delas in i följande underarter:
- S. o. buxifolium
- S. o. obtusifolium